# Miconia asperrima
Miconia asperrima är en tvåhjärtbladig växtart som beskrevs av José Jéronimo Triana. Miconia asperrima ingår i släktet Miconia och familjen Melastomataceae. Inga underarter finns listade i Catalogue of Life.